# Гвадалахарский троллейбус
Гвадалахарский троллейбус — троллейбусная система, которая обслуживает город Гвадалахара, штат Халиско, Мексика. Открыта 20 ноября 1976 года.
Троллейбусный маршрут соединяет западную и восточную части города.

## История
К 1975 году город столкнулся с серьёзными проблемами с общественным транспортом и дорожным движением, что заставило правительство штата искать решение для улучшения ситуации. Продолжить строительство метро не было возможным по причине нехватки средств, поэтому было необходимо найти альтернативный вид транспорта.
Было закуплено 124 троллейбуса Marmon-Herrington модели 1952 у Чикагского управления городского транспорта. Для движения был задействован 6,6-километровый тоннель. В 1976 году было запущено два маршрута: Сапопан — Тлакепаке и Пантеон-Нуево — Пласа-дель-Соль. В 1981 году два существующих маршрута были изменены: Пантеон-Нуэво — Сапопан и Тлакепаке — Пласа-дель-Соль.
В 1982 году планировалось расширение сети за счёт продления линии до нынешней станции легкорельсового транспорта 18 de Marzo, а также реконструкции станций División del Norte и Colón.
В 1988 году, когда было объявлено о строительстве системы легкорельсового транспорта для города, троллейбусы прекратили движение по подземной части. 1 сентября 1989 года начала действовать линия 1. В том же году действующим маршрутам были присвоены номера от 100 до 500.
Несмотря на необходимость прекратить работу одного из своих маршрутов, оператор системы Sistecozome вместе с правительством Халиско разработала проект по вводу в эксплуатацию двух новых маршрутов: Eje 16 de Septiembre и Eje Carretera Independencia. Однако маршрут 300 прекратил свою работу.
В 1995 году были открыты маршруты 600 и 700, трасса которого была построена лишь на 60 %. В том же году было введено в эксплуатацию 18 сочлененных троллейбусов, которые были получены из Мехико.
В 2000-х годов обслуживание стало сильно ухудшаться, что негативно сказалось на техническом состоянии троллейбусов. Маршрут 600 прекратил своё существование. Sistecozome предпринимало попытки улучшить ситуацию, были планы по закупке 25 новых троллейбусов, но они так и не были реализованы.
В 2011 году компания Sistecozome объявила о реконструкции своих машин совместно с мексиканской кузовной компанией Carjal. В капитально-восстановительный ремонт планировалось вложить 19 миллионов песо. Инициатива предусматривала ремонт двух единиц транспорта в месяц, завершение которого предполагалось к 2012 году. Ожидался ремонт 30 троллейбусов. 26 июля того же года был представлен первый троллейбус с номером 1182, основными характеристиками которого были доступность для инвалидов, камеры слежения, система предоплаты и стоянка для велосипедов. Однако проект не получил продолжения. В 2014 году из-за пожара на рынке Корона маршруты 400 и 500 должны были эксплуатироваться автобусами в течение месяца, пока в июне того же года троллейбусы не стали эксплуатироваться с ограниченным маршрутом до театра Дегольадо.
31 января 2015 года оставшиеся 30 троллейбусов MASA Somex были списаны после 30 лет работы, а Sistecozome объявила об их замене на 20 дизельных автобусов. Ожидалось прибытие 25 новых троллейбусов. В августе того же года на 400-м маршруте в течение недели проходили испытания троллейбусы модели «Ridder E».
В январе 2016 года первые троллейбусы начали прибывать в Sistecozome Depot 1. Но 28 числа того же месяца губернатор штата Халиско Аристотелес Сандоваль объявил о передаче троллейбусной линии Sistecozome компании SITEUR, которая включила их в свою компанию SITREN.
2 февраля 2016 после новые троллейбусы начали курсировать по маршруту 400. Новые машины были оснащены камерами видеонаблюдения, системами GPS И GPRS, велосипедными стойками на передней панели троллейбуса. Транспорт доступен для людей с ограниченными возможностями и имеет автономный двигатель, который позволяет проезжать расстояние до 30 километров без контактной сети.
Тем не менее, несмотря на этот новый импульс развитию городского электрического транспорта, по-прежнему существуют километры контактной сети, которые были заброшены и не используются для пассажирского движения. Возобновление обслуживания прежних маршрутов могло бы сильно улучшить транспортную доступность многих районов Гвадалахары. Однако предпочтение отдается транспорту с двигателем внутреннего сгорания, который лоббируется в правительстве.